# Кубок Європи з бігу на 10000 метрів 2023
Кубок Європи з бігу на 10000 метрів 2023 був проведений у французькому містечку Пасе на місцевому стадіоні.
Рішення про проведення змагань у Пасе впродовж 2022—2024 було прийняте у жовтні 2020.
На Кубку було розіграно 4 комплекти нагород у особистому та командному заліку серед жінок та чоловіків у бігу на 10000 метрів.

## Призери

### Чоловіки
| Першість | Золото | Золото      | Срібло | Срібло     | Бронза | Бронза     |
| -------- | --- | ----------- | --- | ---------- | --- | ---------- |
| Особиста | Єманеберхан Кріппа Італія | 28.08,83 SB | Тадессе Гетахон Ізраїль | 28.09,48   | Іліас Фіфа Іспанія                                                                                        | 28.12,62   |
| Командна | ІзраїльТадессе Гетахон (28.09,48) Гашеу Аяле (28.15,32) Дередже Чеколе (28.37,12) Їтаєу Абухей Годадеу Белачеу Букаяве Маледе | 1:25.01,92  | ІталіяЄманеберхан Кріппа (28.08,83) Ейоб Гебрехівет Фанієль (28.19,01) Іліасс Ауані (28.42,72) Альберто Мондацці Паскуале Сельвароло Некагенет Кріппа[a] | 1:25.10,56 | ФранціяВалентин Гондуан (28.20,78) Меді Фрер (28.25,44) Фелікс Бур (28.39,93) Фаб'єн Палькау Етьєн Дагіно | 1:25.26,15 |

a  Некагенет Кріппа не фінішував на дистанції, внаслідок чого за регламентом змагань не зміг отримати срібну медаль у командному заліку.

### Жінки
| Першість | Золото                                                                        | Золото      | Срібло | Срібло     | Бронза | Бронза     |
| -------- | ----------------------------------------------------------------------------- | ----------- | --- | ---------- | --- | ---------- |
| Особиста | Аліна Рех Німеччина                                                           | 32.15,47 SB | Валерія Зіненко Україна                                                                                        | 32.29,81   | Доменіка Маєр Німеччина                                                                                     | 32.35,95   |
| Командна | НімеччинаАліна Рех (32.15,47) Доменіка Маєр (32.35,95) Єва Дітеріх (32.49,27) | 1:37.40,69  | ІспаніяЕстер Наваретте (32.45,04) Крістіна Руїс (32.49,60) Лаура Прієго (33.16,04) Майтане Мелеро Лаура Луенго | 1:38.50,68 | УкраїнаВалерія Зіненко (32.29,81) Євгенія Прокоф'єва (33.14,19) Вікторія Калюжна (33.19,17) Марія Мазуренко | 1:39.03,17 |

## Медальний залік
До медального заліку включені нагороди за підсумками індивідуальної та командної першостей.
| Місце               | Країна              | Золото | Срібло | Бронза | Загалом |
| ------------------- | ------------------- | ------ | ------ | ------ | ------- |
| 1                   | Німеччина           | 2      | 0      | 1      | 3       |
| 2                   | Ізраїль             | 1      | 1      | 0      | 2       |
| 2                   | Італія              | 1      | 1      | 0      | 2       |
| 4                   | Іспанія             | 0      | 1      | 1      | 2       |
| 4                   | Україна             | 0      | 1      | 1      | 2       |
| 6                   | Франція             | 0      | 0      | 1      | 1       |
| Загалом (6 збірних) | Загалом (6 збірних) | 4      | 4      | 4      | 12      |

## Виступ українців
| Місце | Атлет                             | Результат   |
| ----- | --------------------------------- | ----------- |
| 31    | Дмитро Сірук Рівненська область   | 29.08,61 SB |
| 35    | Ігор Порозов Київська область     | 29.44,16    |
| 36    | Василь Коваль Житомирська область | 29.49,61    |
| 44    | Роман Романенко Київська область  | 30.35,11    |
| —     | Богдан-Іван Городиський Київ      | DNF         |

| Місце | Атлетка                           | Результат |
| ----- | --------------------------------- | --------- |
| 2     | Валерія Зіненко Донецька область  | 32.29,81  |
| 15    | Євгенія Прокоф'єва Київ           | 33.14,19  |
| 17    | Вікторія Калюжна Донецька область | 33.19,17  |
| 37    | Марія Мазуренко Київ              | 35.51,30  |